# Copa de Campeones de América 1964
Navigation
Édition précédente Édition suivante
La Copa Libertadores 1964 est la 5e édition de la Copa Libertadores. Le club vainqueur de la compétition est désigné champion d'Amérique du Sud 1964 et se qualifie pour la Coupe intercontinentale 1964.
C'est le club argentin du CA Independiente, emmené par son attaquant Mario Rodríguez (meilleur buteur de la compétition avec six réalisations) qui est sacré cette année, après avoir battu les Uruguayens du Club Nacional de Football. Il s'agit du premier titre continental pour le football argentin.
Le format de la compétition subit une légère modification par rapport à celui de l'édition précédente avec la première participation d'un club du Venezuela, ce qui conduit la CONMEBOL à mettre en place un tour préliminaire. Le club qualifié rejoint les huit autres formations lors de la phase de groupe, où ils sont répartis en trois poules de trois et s'affrontent à deux reprises, à domicile et à l'extérieur. Le premier de chaque groupe se qualifie pour les demi-finales, qui voit l'entrée en lice du tenant du titre. Les demi-finales et la finale sont jouées en matchs aller-retour, avec un match d'appui éventuel en cas de résultat identique lors des deux confrontations (on ne tient de la différence de buts et/ou des buts marqués à l'extérieur que si le match d'appui se termine sur un résultat nul).

## Clubs participants
- Santos - Tenant du titre
- CA Independiente - Champion d'Argentine 1963
- Club Aurora - Vainqueur de la Copa Simón Bolivar 1963
- Esporte Clube Bahia - Finaliste de la Taça Brasil 1963[1]
- CSD Colo-Colo - Champion du Chili 1963
- Millonarios Fútbol Club - Champion de Colombie 1963
- Barcelona Sporting Club - Champion d'Équateur 1963
- Cerro Porteño - Champion du Paraguay 1963
- Club Alianza Lima - Champion du Pérou 1963
- Club Nacional de Football - Champion d'Uruguay 1963
- Deportivo Italia - Champion du Venezuela 1963

## Compétition

### Tour préliminaire
Les deux rencontres ont lieu à Caracas, au Venezuela.
| Équipe 1         | Résultat | Équipe 2            | Aller | Retour |
| ---------------- | -------- | ------------------- | ----- | ------ |
| Deportivo Italia | 2 - 1    | Esporte Clube Bahia | 0 - 0 | 2 - 1  |

### Phase de groupes
| Rang | Équipe                    | Pts | J | G | N | P | Bp | Bc | Diff |  | Résultats (▼ dom., ► ext.) |     |     |     |
| ---- | ------------------------- | --- | - | - | - | - | -- | -- | ---- |  | -------------------------- | --- | --- | --- |
| 1    | Club Nacional de Football | 7   | 4 | 3 | 1 | 0 | 9  | 2  | +7   |  | Club Nacional de Football  |     | 2-0 | 2-0 |
| 2    | Cerro Porteño             | 4   | 4 | 1 | 2 | 1 | 11 | 6  | +5   |  | Cerro Porteño              | 2-2 |     | 7-0 |
| 3    | Club Aurora               | 1   | 4 | 0 | 1 | 3 | 2  | 14 | -12  |  | Club Aurora                | 0-3 | 2-2 |     |

| Rang | Équipe                  | Pts | J | G | N | P | Bp | Bc | Diff |  | Résultats (▼ dom., ► ext.) |     |     |     |
| ---- | ----------------------- | --- | - | - | - | - | -- | -- | ---- |  | -------------------------- | --- | --- | --- |
| 1    | CA Independiente        | 7   | 4 | 3 | 1 | 0 | 11 | 3  | +8   |  | CA Independiente           |     | 5-1 | 4-0 |
| 2    | Millonarios Fútbol Club | 4   | 4 | 2 | 0 | 2 | 6  | 8  | -2   |  | Millonarios Fútbol Club    | 0-0 |     | 3-2 |
| 3    | Club Alianza Lima       | 1   | 4 | 0 | 1 | 3 | 5  | 11 | -6   |  | Club Alianza Lima          | 2-2 | 1-2 |     |

| Rang | Équipe                  | Pts | J | G | N | P | Bp | Bc | Diff |  | Résultats (▼ dom., ► ext.) |     |     |     |
| ---- | ----------------------- | --- | - | - | - | - | -- | -- | ---- |  | -------------------------- | --- | --- | --- |
| 1    | CSD Colo-Colo           | 6   | 4 | 3 | 0 | 1 | 9  | 7  | +2   |  | CSD Colo-Colo              |     | 0-4 | 4-0 |
| 2    | Barcelona Sporting Club | 4   | 4 | 2 | 0 | 2 | 9  | 4  | +5   |  | Barcelona Sporting Club    | 2-3 |     | 0-1 |
| 3    | Deportivo Italia        | 2   | 4 | 1 | 0 | 3 | 2  | 9  | -7   |  | Deportivo Italia           | 1-2 | 0-3 |     |

### Demi-finales
| Équipe 1      | Résultat | Équipe 2                  | Aller | Retour |
| ------------- | -------- | ------------------------- | ----- | ------ |
| Santos FCT    | 3 - 5    | CA Independiente          | 2 - 3 | 1 - 2  |
| CSD Colo-Colo | 4 - 8    | Club Nacional de Football | 2 - 4 | 2 - 4  |

### Finale
| 6 août 1964 | Club Nacional de Football | 0 – 0 | CA Independiente | Stade Centenario, Montevideo              |
|             |                           |       |                  | Spectateurs : 60 000 Arbitrage : Leo Horn |

| 12 août 1964 | CA Independiente | 1 – 0 | Club Nacional de Football | Stade Libertadores de América, Avellaneda           |                                                     |
|              | Rodríguez 35e    |       |                           | Spectateurs : 80 000 Arbitrage : José Dimas Larrosa | Spectateurs : 80 000 Arbitrage : José Dimas Larrosa |

| Vainqueur de la Copa Libertadores 1964 |
| -------------------------------------- |
| CA Independiente Premier titre         |